# Silurus glanis

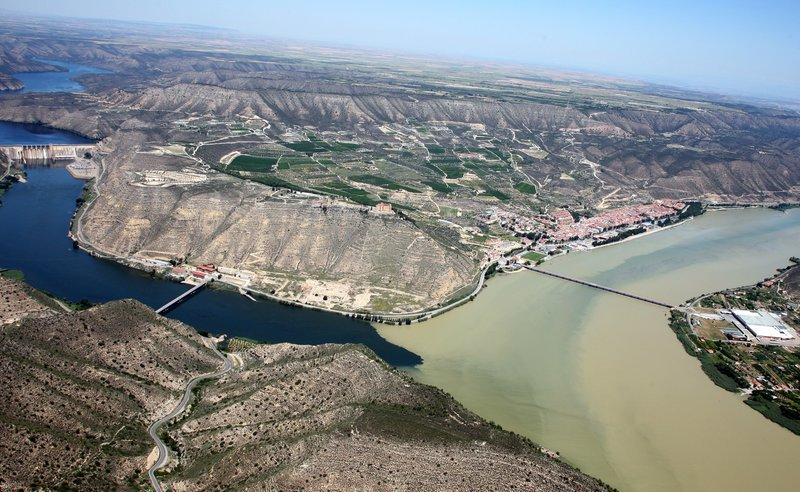
Confluencia de los rios Ebro, Segre y Cinca en Mequinenza (Zaragoza)

El siluro europeo (Silurus glanis), o simplemente siluro o bagre, es una especie de pez de agua dulce de la familia Siluridae, originario de los grandes ríos de Europa Central.
Se ha extendido artificialmente fuera del área de distribución natural, llegando a países como España, Italia y Kazajistán. En los países del Benelux y en Francia fue reintroducida con éxito, incluso en áreas donde no se puede demostrar arqueológicamente. En el sur de la isla de Gran Bretaña, el siluro fue introducido en 1880 en los lagos y grandes ríos, sin embargo, apenas pudo extenderse probablemente debido a las condiciones climáticas. En el sur de Finlandia, Dinamarca posiblemente fueron eliminados de nuevo. En algunas regiones donde el siluro no se mencionó al principio, es ahora considerado como una plaga, ya que pone en peligro las poblaciones de peces nativos.
La especie, por lo general, no se considera amenazada. En el noroeste de la cordillera de los Alpes escandinavos, especialmente en el sur de Suecia, debido a las desfavorables condiciones climáticas y al deterioro del hábitat el número de siluros se ha reducido hasta casi desaparecer. En Grecia, se tiene constancia que hubo en otros tiempos.

## Especie invasora
Se cita en la Historia natural de  Buffon. Su área de distribución se ha ampliado recientemente tras la introducción humana de pesca recreativa, lo que le permite conquistar numerosos sistemas fluviales en la mayor parte de Europa Occidental.

#### Introducción en Mequinenza
Su presencia en España, concretamente en el Ebro se fija en 1974 en Mequinenza (Aragón). Está documentado que el entonces joven de nacionalidad alemana Roland Lorkowsky, pescador e ictiólogo, cruzó los Pirineos con 32 alevines de Silurus glanis procedentes del río Danubio, declarados como cebo vivo. Su intención era liberarlos en la desembocadura del río Segre en Mequinenza para introducir una especie en un embalse reciente construido en 1964. Del mismo modo en 1995, se completó la introducción por parte de otra suelta de unos 200 pequeños siluros procedentes del río Po de manos de Oliver Portrat.
Ambos ictiólogos habían calculado que el espacio sería el adecuado para que la especie se asentase y fomentar de este modo el equilibrio ecológico. Los dos principales depredadores en aquellas fechas en el Ebro, el lucio y la perca, iban a tener una merma considerable en pocos años debido a los embalses y en consecuencia ello fomentaría la proliferación indiscriminada de las carpas suponiendo una alteración aún más grave del hábitat.
Lorkowski, que frecuentemente visitaba la zona, explicaba que ese “monstruo” no era tal, que se trataba del siluro que normalmente se pesca en el Danubio y otros muchos ríos de toda Europa. Desde entonces, Mequinenza se ha convertido en una capital económica y turística que mueve anualmente mucho dinero y ofrece la posibilidad de capturar unos animales que superan dos o tres veces en peso a los humanos. El Silurus glanis no supone un riesgo su captura, más allá de la propia resistencia de su peso, ya que incluso se puede coger por la boca para sacarlo del agua.

### Introducción en otros puntos
Poco a poco, se ha extendido por otros puntos de la cuenca del Ebro, a lo largo del río Ebro. También ha sido objeto de introducciones a otros ríos, embalses y lagos de España. La última denuncia conocida sobre su presencia indeseada la hizo en octubre de 2009 la Consejería de Medio Ambiente de la Generalidad Valenciana y se refiere a la presencia de estos peces en el embalse de Forata (Hoya de Buñol). La introducción del siluro ha provocado la total desaparición del barbo, que era una especie abundante hasta aproximadamente el año 2005, en el cauce medio del Ebro, produciendo un cambio en la ecología del río en forma de un gran desarrollo en la cantidad de vegetación acuática, sargazos y algas.[cita requerida] También depreda sobre aves.
Debido a su potencial colonizador y constituir una amenaza grave para las especies autóctonas, los hábitats o los ecosistemas, en España está incluida en el Catálogo Español de Especies Exóticas Invasoras, regulado por el Real Decreto 630/2013, de 2 de agosto, estando prohibida en España su introducción en el medio natural, posesión, transporte, tráfico y comercio.

## Hábitat
Los bagres son peces amantes del calor que prefieren vivir en masas de agua grandes, estancadas o de movimiento lento. Las zonas de aguas salobres en las desembocaduras de los ríos o cerca de la costa están pobladas con una salinidad máxima del 15 ‰. Prefieren zonas de aguas poco profundas hasta una profundidad máxima de unos 30 metros. Los animales son relativamente insensibles a la contaminación y a las bajas concentraciones de oxígeno. Debido a un alto contenido de hemoglobina en la sangre, del 30 al 35%, el bagre puede sobrevivir incluso con bajas concentraciones de oxígeno de hasta aproximadamente 3 mg/l. Su temperatura fisiológica óptima es de 25 a 27 °C, pero también toleran bien temperaturas del agua significativamente más bajas, aunque el crecimiento puede verse limitado. Los adultos prefieren áreas tranquilas cubiertas de plantas acuáticas y son animales solitarios fieles al sitio y probablemente territoriales. Los peces jóvenes en su primer año, por el contrario, también permanecen en las zonas intermedias de los ríos y se pueden encontrar en grupos.

## Estilo de vida

### Actividad
Los bagres son fotofóbicos y predominantemente nocturnos, aunque los patrones de actividad pueden variar significativamente según la época del año. También están activos durante el día, especialmente cuando cae la presión del aire, lo que se detecta con la ayuda de la vejiga natatoria; De lo contrario, los animales suelen descansar en el suelo entre plantas acuáticas, bajo bancos colgantes o raíces de árboles hasta el anochecer. Los animales dejan de comer bajo temperaturas del agua de siete a cuatro°C. Pasan el invierno en los ríos, en grietas o pozos cerca de las orillas, en lagos en el tercio inferior de la columna de agua o en fondos fangosos.
Entre mayo de 2009 y febrero de 2011, se observaron siluros en el Ródano se observaron siluros que mostraban un comportamiento atípico: los animales, normalmente solitarios, se encontraban en grupos de hasta 44 grandes ejemplares (mayor longitud observada: 2,10 metros). Por un lado, no se trataba de una formación de enjambre, ya que los movimientos natatorios eran descoordinados y los animales a veces chocaban, y por otro, no se podía descartar que los siluros estuvieran implicados en la reproducción, la búsqueda de alimento o la protección frente a atacantes. Estos grupos alcanzaron una densidad de biomasa de hasta 40 kilogramos por metro cuadrado de lecho fluvial.

### Alimentación y captura de presas

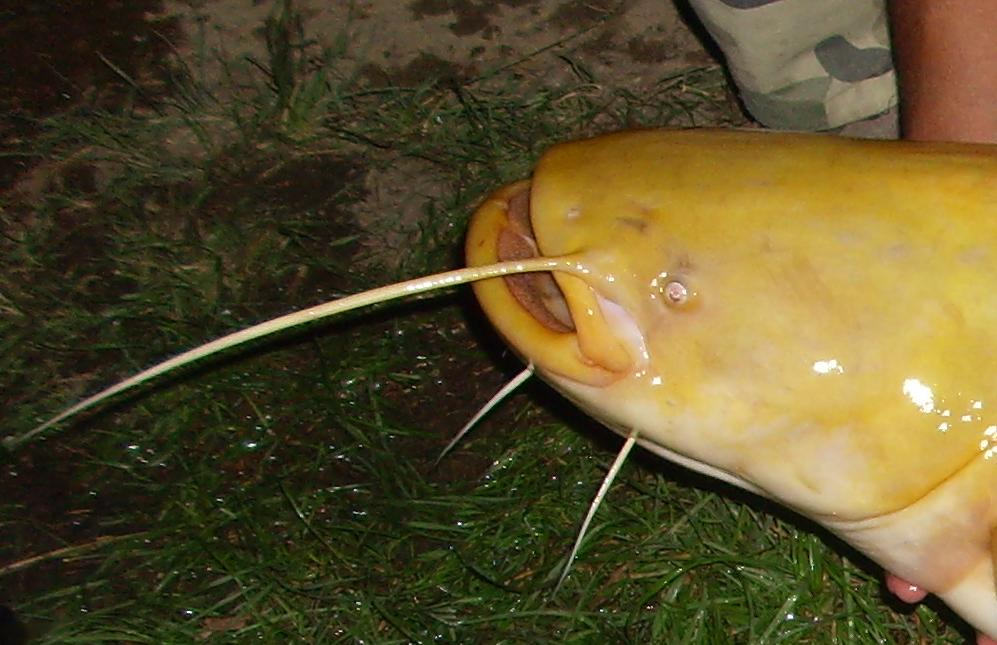
cabeza de un albinotico Siluro con barbillas bien reconocibles.

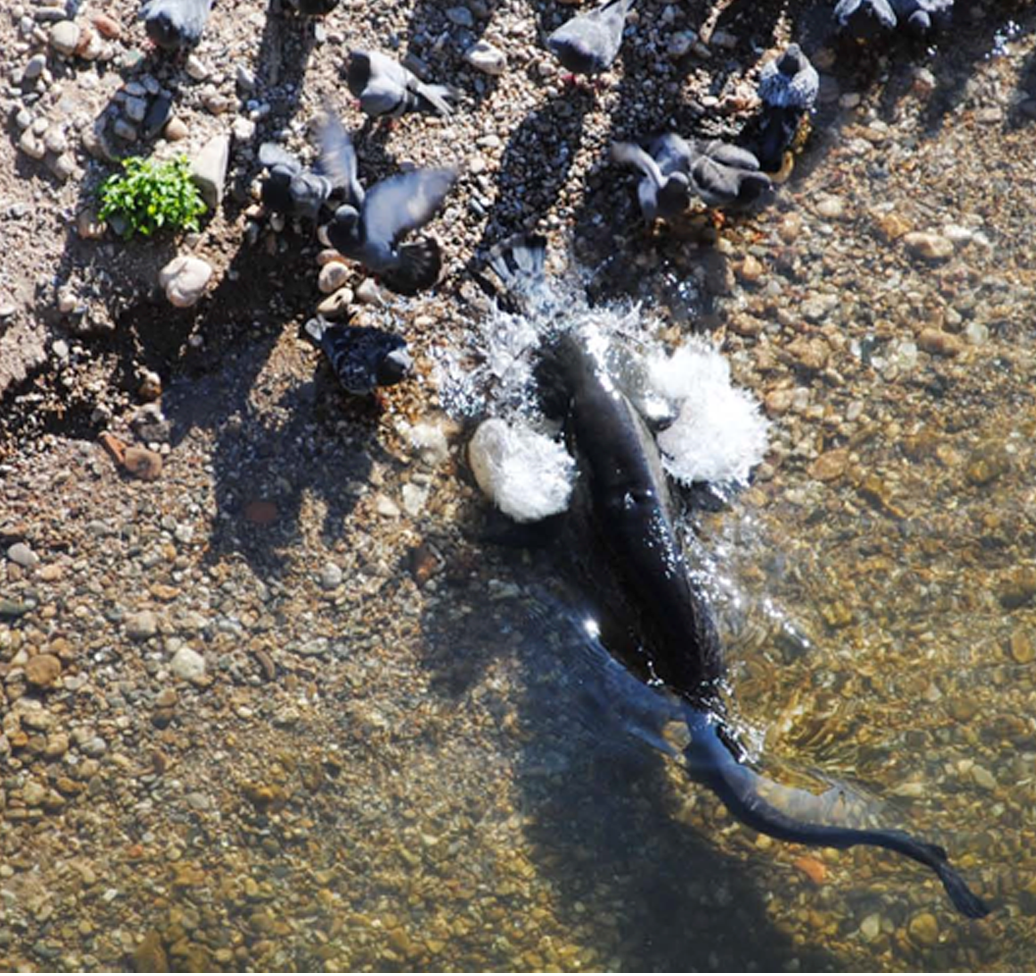
Un siluro ataca a palomas sentadas en la orilla desde aguas poco profundas.

Los siluros son oportunistas peces depredadores que tomarán como presa casi cualquier cosa que se pueda manejar en términos de tamaño. La mayor proporción suele estar formada por aquellos peces que dominan el agua en cuestión, como tencas, cucarachas o carpas. Además de peces vivos y muertos, anfibios, crustáceos, insectos, gusanos y otros invertebrados, crías de aves acuáticas y también palomas además de comer ocasionalmente plantas y mamíferos, especialmente roedores.  En comparación con otros grandes depredadores de agua dulce, como el lucio o la lucioperca, los grandes siluros se alimentan de presas de tamaños muy diferentes, lo que conduce a una utilización más eficaz del suministro de alimentos. Por esta razón, el siluro tiene un impacto menor en la población de especies de peces económicamente importantes.
Las presas se capturan principalmente de noche, por lo que los ojos probablemente no desempeñan ningún papel. El siluro tiene un excelente sentido del olfato y del gusto, que incluye receptores para lo dulce, lo agrio, lo amargo y lo salado, situados en la boca, en los labios, en los barbillones, pero también en las aletas y en la piel de la cabeza y la parte anterior del cuerpo. El oído de los animales es extremadamente sensible y está especialmente especializado en los sonidos que se producen por encima de la superficie del agua, lo que se consigue conectando la vejiga natatoria con los órganos auditivos a través del aparato de Weber, que se origina en los huesos de las costillas. Esto también lo utilizan los pescadores deportivos, que emplean un remo para producir sonidos especiales en la superficie que pueden atraer al siluro. El siluro también tiene electrorreceptores y un acusado sentido del tacto, que se basa en los barbillones, la mandíbula inferior y el órgano de la línea lateral. Los peces presa suelen ser perseguidos y capturados por detrás, por lo que las señales químicas e hidrodinámica en la estela de los peces que huyen. La ingesta de alimento depende en gran medida de la temperatura del agua. Mientras que de noviembre a marzo casi no consume alimento, en primavera comienza una fase de alimentación más intensiva por la mayor disponibilidad de presas. En junio y julio, muchos peces emigran a aguas más profundas, por lo que el siluro depreda menos. Tras la época de desove, en agosto, se produce otro pico de alimentación.

### Reproducción y desarrollo
La época de desove del siluro depende de la temperatura del agua y suele comenzar cuando ésta ha subido hasta los 17 a 18 °C. En Hungría comienza ya a principios de abril, en Europa Central suele ser entre mayo y julio. El macho prepara el lugar de desove limpiando una fosa cerca de la orilla, normalmente entre 40 y 60 centímetros de agua y a menudo protegida por raíces de sauce, con golpes de cola y presionando con la boca material vegetal blando contra el sustrato. Aquí espera a una hembra adecuada. El acto de desove va precedido de unos preliminares tormentosos en los que el macho persigue a su pareja cerca de la superficie del agua. El apareamiento suele tener lugar al atardecer, a una temperatura del agua de 22 a 23 °C.  El macho nada alrededor de la hembra, la conduce alrededor del nido y empuja su vientre con la boca. Por encima del nido, el macho nada hacia el lado de la hembra y se envuelve alrededor de su vientre. Tras unos segundos, la hembra se libera, se hunde hasta el fondo y libera los huevos, seguidos de la liberación de esperma por parte del macho. Todo el proceso se repite varias veces a lo largo de una hora y media o dos horas. La cantidad y el tamaño de los huevos varían según el estado nutricional y el tamaño de la hembra. Se producen alrededor de 20.000 a 25.000 huevos por kilogramo de peso corporal, con un diámetro de 1,4 a 2 milímetros. Tras la fecundación, los huevos se hinchan y pueden alcanzar un diámetro de 4,5 milímetros cuando eclosionan. Son muy pegajosos y forman grandes grumos en los que es difícil que penetre el agua, lo que puede provocar una oxigenación deficiente y la proliferación de hongos. Por ello, el macho puede permanecer con la nidada hasta la eclosión de los alevines, vigilándola y abanicándola con agua fresca cada tres o cinco minutos con la aleta caudal.
Las larvas, parecidas a renacuajos, eclosionan al cabo de dos o tres días, dependiendo de la temperatura del agua. Inmediatamente después de la eclosión, las crías son en gran medida indefensas y se hunden en el fondo del agua; al cabo de otros dos o tres días, los animales empiezan a moverse activamente. Son muy sensibles a la luz, mueren bajo la luz solar directa y buscan zonas oscuras del agua siempre que sea posible. El saco vitelino se agota al cabo de unos diez días de vida; a partir de ese momento, las larvas comienzan a buscar alimento en el fondo, pero también en aguas abiertas. Al principio se alimentan principalmente de zooplancton, más tarde el espectro alimenticio se amplía para incluir crustáceos, larvas de insectos, pequeños caracoles y tubifex. Al cabo de unos veinte días, las características larvarias empiezan a desaparecer; en ese momento, los jóvenes siluros han alcanzado una longitud de entre 2,2 y 2,5 centímetros. A partir de una longitud corporal de 2,5 a tres centímetros, empiezan a depredar sobre otros alevines. Si hay escasez de alimento, se produce canibalismo entre las crías de siluro, que se intensifica si la escasez persiste. Los detritus vegetales también son ingeridos en ciertas cantidades en función de la disponibilidad de alimento. En general, sin embargo, los invertebrados constituyen la gran mayoría del alimento consumido en el primer año de vida.
Los siluros crecen rápidamente y alcanzan una longitud media de 20 a 30 centímetros en su primer año, un máximo de casi medio metro y hasta 500 gramos de peso. A los dos años alcanzan una media de 40 centímetros y un metro en torno a los seis o siete años. La mayor parte del crecimiento tiene lugar en primavera, dependiendo de la temperatura y la nutrición. Por tanto, las tasas de crecimiento varían considerablemente en las distintas regiones del área de distribución en función del clima. La madurez sexual se alcanza con un peso de entre uno y dos kilos a los tres o cuatro años, pero en climas fríos puede no alcanzarse hasta los nueve años. A medida que alcanzan la madurez sexual, disminuye la tasa de crecimiento en longitud, pero aumenta el incremento relativo en peso. En general, las tasas de crecimiento de los machos, en términos de longitud y peso, son superiores a las de las hembras.

## Pesca

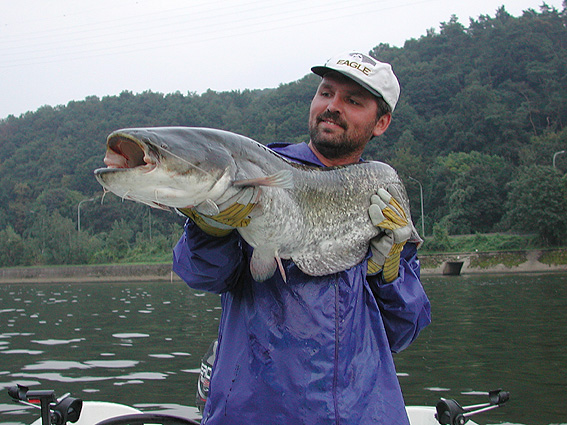
Muy popular entre los pescadores.

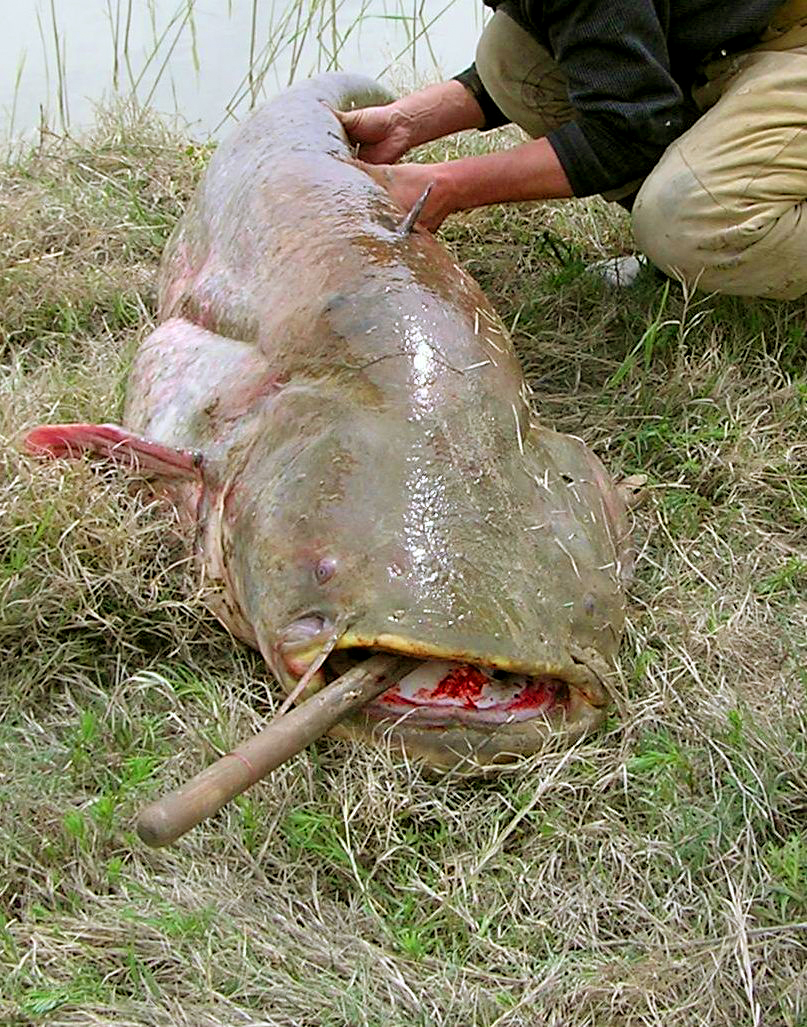
Siluro en el rio Syr Darya en Kazajistán, área de Baikonur.

La pesca del siluro es muy popular y a menudo espectacular. Dada su actividad nocturna, la pesca da resultados notables entre las 20.00 y las 24.00 horas y entre las 03.00 y las 06.00 horas. Conocido como el 'basurero' de los pantanos, el siluro es fácilmente atraído por la carne alterada, el hígado de cerdo y los intestinos de las aves, que son los más utilizados como cebo.
El anzuelo utilizado (simple o triple) debe ser grande y fuerte, en consonancia con la propia boca del pez. El siluro es atraído también por los tonos bajos. Los pescadores del Danubio usan una herramienta de madera, conocida como clonk, golpeando en el agua, produciendo un sonido similar al de un pequeño pez saltando sobre el agua, una rana o algún tipo de ave. 
También se usan ondas de baja frecuencia, de baja intensidad, ya que tienen la propiedad de propagarse a través de largas distancias, obteniéndose resultados notables en tentar el siluro. El altavoz que se utiliza en este sistema debe poseer un diámetro pequeño, pero que pueda generar sonidos de baja frecuencia, y debe estar conectado a un generador electrónico de baja frecuencia (máx. 150 Hz).

### Tanza
La tanza utilizado para la captura del siluro debe ser muy resistente. Para los grandes especímenes se utiliza tanza trenzada de 0,4-0,6 mm o más; la caña debe ser resistente (de acción 100-300 g) y preferiblemente de dos tramos, y el carrete debe ser del tipo 'masivo', y muy robusto. Suelen usarse tanzass trenzadas con alta resistencia ya que los siluros poseen una dentadura en la que sus dientes están dirigidos hacia dentro y son tan pequeños que en vez de cortar, desgarran. Una tanza monofilamento, por mucha resistencia y anchura, le duraría muy poco en la boca, aunque si la captura no es demasiado grande, se saca sin problemas. Otra forma más económica, ya que la tanza trenzada es bastante más caro que el típico de nilón, es colocarle unos 40 cm de hilo de acero en el extremo. No hace falta preocuparse por el brillo o la opacidad de la tanza de acero ya que el siluro prácticamente no ve, sino que se guía por sus barbas que captan todas las vibraciones. Por ello, hay veces que se encuentran hasta latas en el interior de los grandes ejemplares.

### Período de pesca
El período óptimo de pesca del siluro se sitúa a principios de verano y principios de otoño, hasta finales de éste, y se concentra especialmente en el mes de junio, en el que se suelen sacar los mejores ejemplares.[cita requerida]

## Longevidad
Pueden sobrepasar los 80 años de edad.

## Gastronomía
En América recibe el nombre de bagre, y en Japón, namazu. Curiosamente en todas partes se come por los humanos, y en algunos lugares como plato de calidad y elevado coste.[cita requerida]
La demanda de este animal, ha motivado la creación de toda una industria de eviscerado y envasado con millones de kilos anuales a nivel mundial. En Estados Unidos se procesaron más de 15 millones con un aumento del 11% en el 2013 frente a lo envasado en el 2012. Su producción es mucho mayor incluso en toda Centroamérica, Sudamérica,  India, y toda Asia, donde incluso se cría en piscifactorías, con procesamiento y distribución congelada a todo el mundo, sin dejar de lado los procesados de alimentos para animales tanto en latas de desmigado, como en gránulos o en harina para piensos.[cita requerida]
En España ha habido algunas iniciativas para su aprovechamiento gastronómico. En 2009 la Generalidad de Cataluña autorizó la actividad de una empresa para el eviscerado, fileteado y envasado de siluro con destino al mercado europeo. La empresa realizó las primeras capturas pero no se autorizó su venta ya que tras las primeras muestras para su análisis se detectó que el pescado contenía gran cantidad de mercurio poniendo de manifiesto el grave problema de tratamiento de las aguas de los ríos españoles.